# Le Christ chassant les marchands du Temple (Sanders)
Le Christ chassant les marchands du temple est une peinture réalisée par Jan Sanders en 1556 et conservée au musée des Beaux-Arts de Nancy.

## Description
Le tableau est une représentation de l'épisode biblique de la purification du Temple. Plutôt que Jérusalem, la scène se passe dans la cathédrale d'Anvers. La composition suggère trois temps regroupés en une seule image : au fond à gauche, Jésus discute avec les prêtres ; au centre, armé d'un fouet, il chasse les marchands ; au fond à droite, ceux-ci fuient. 

## Style
L'œuvre s'inscrit à la fois dans la tradition flamande et le maniérisme italien. La composition est basée sur de nombreux contrastes : entre la violence du geste du Christ et l'impassibilité de son visage, entre la tenue très simple (vêtements sobres, pieds nus) de celui-ci et le regroupement grimaçant, chaotique et luxueux des marchands. L'aspect dynamique de la scène vient des contrastes, des alternances de couleurs chaudes et froides, de la théâtralité des postures.

## Analyse
Dernière œuvre connue de Jan Van Hemessen, le choix de placer la scène à Anvers, centre du commerce flamand de l'époque, comporte une dimension politique indéniable. Dans la scission entre catholiques et protestants, le peintre prend position pour la Contre-Réforme, où le Christ catholique se voit chargé de remettre de l'ordre dans la vie de la cité.